# Johannes Thienemann
Johannes Thienemann (* 12. 12 de novembre 1863 a Gangloffsömmern, Turíngia; † 12. 12 d'abril 1938 a Rossitten, Prússia Oriental) va ser un ornitòleg alemany, fundador de l'observatori d'aus de Rossitten, el primer observatori d'aus de tot el món.

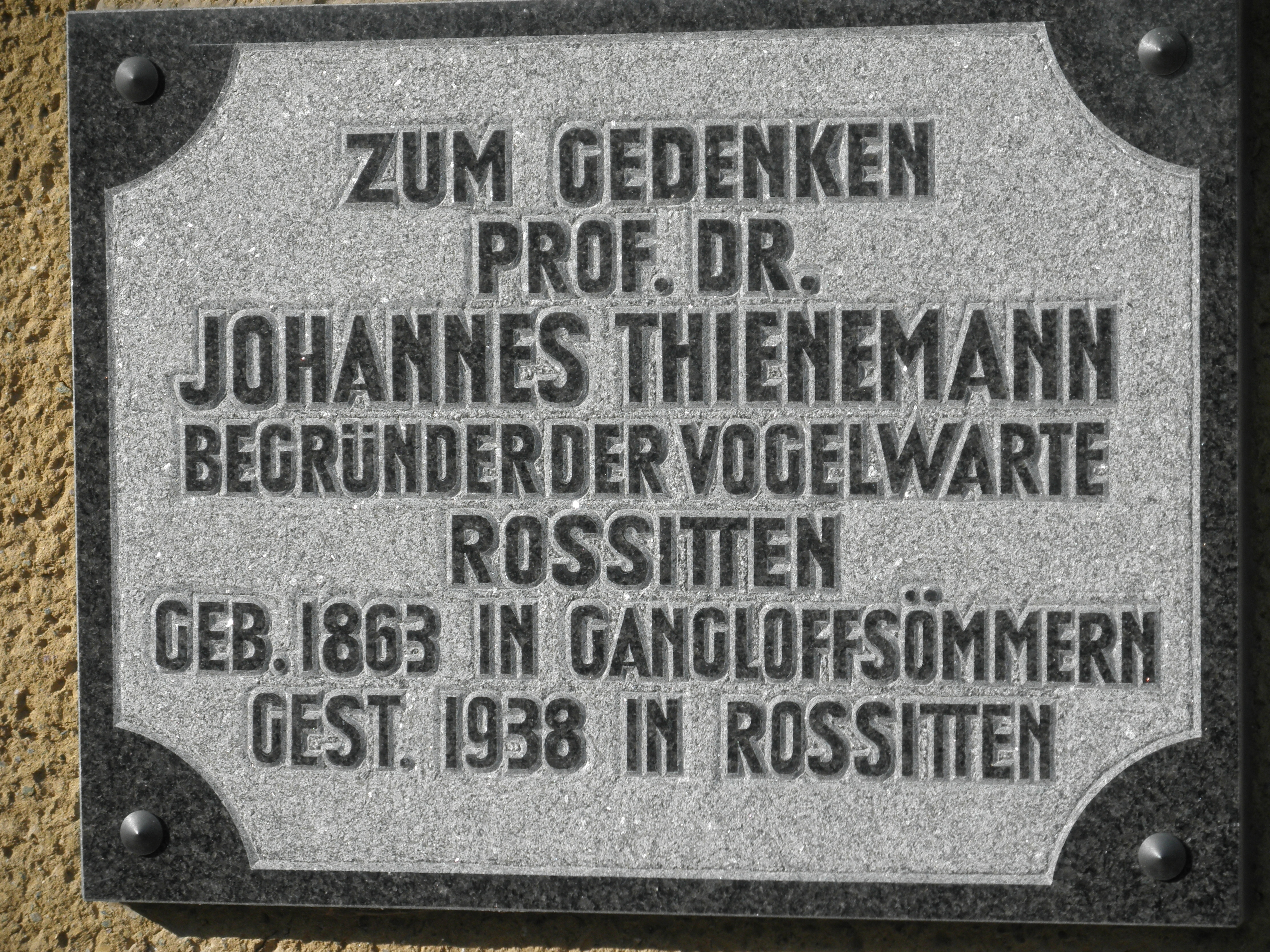
Axiu: placa del naixement de Thienemann a Gangloffsömern

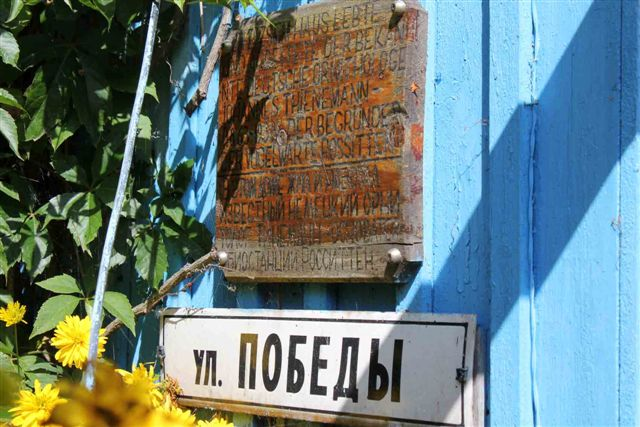
Panell sobre la casa actual de Thienemann a Rossitten (2010)

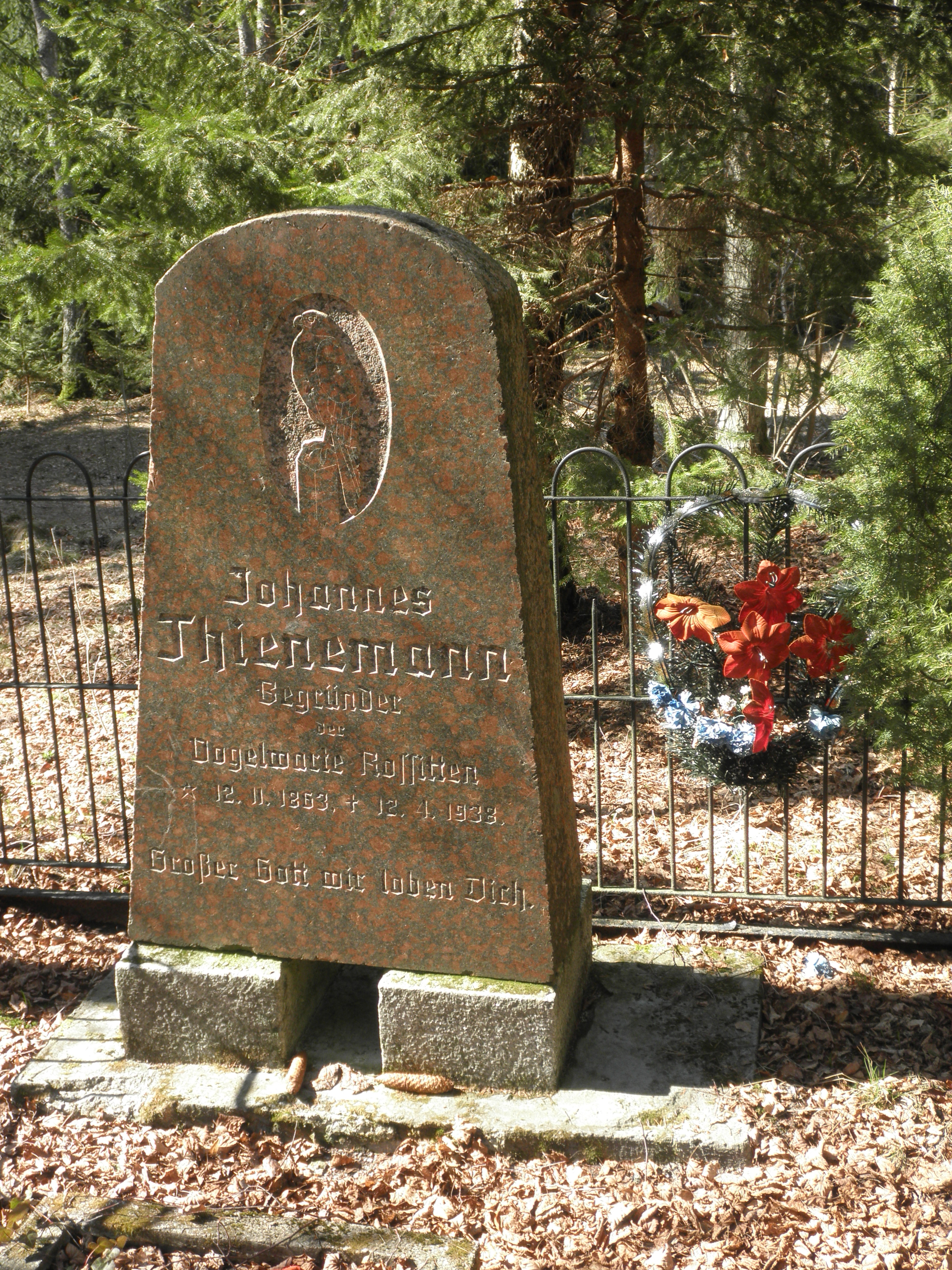
Tomba restaurada de Thienemann a Rossitten

## Estudis i joventut
Johannes Thienemann va ser fill del pastor August Wilhelm Thienemann i net del també pastor Georg August Wilhelm Thienemann. Cognoms que ja comptaven amb una bona reputació en l'ornitologia alemanya, especialment la del seu avi.
Johannes va anar a les escoles de Sondershausen i Zeitz. Després de la secundària va aprofundir en estudis de teologia a Leipzig i Halle (Saxonia-Anhalt) el 1885, seguint la tradició familiar. Després de superar l'examen de teologia a Magdeburg el 1894 Thienemann va entrar en la carrera de professor,i el 1895 es va convertir en cap d'una escola superior privada a Osterwieck am Harz. El 1896 visita l'istme de Curlàndia, un fet que li canviaria la seva vida personal. El 1899 Thienemann va conèixer la família Hoffmann, es va fer tutor de Hedwig Hoffmann, filla de l'arquitecte Adolf Hoffmann de Memel, amb la qual si casaria després.
Thienemann es va casar el 1901 amb Clara Hedwig Hoffmann. El seu fill, Hans-Georg Thienemann va ser fins a 1945 director de l'últim Königsberg Tiergarten. Entre 1946-1965 exercí com a director del zoològic de Duisburg.

## Recerca ornitològica
A partir de llavors Thienemann dedicat la seva investigació a la migració dels ocells, on va arribar a conclusions, avui dia encara vàlides en la ciència ornitològica.
Entre altres coses, va incorporar i desenvolupar l'anellament sistemàtic dels ocells migradors, d'acord amb el procediment de l'ornitòleg danès Mortensen, com una tècnica bàsica per a l'estudi del seu comportament migratori. El 1901 va construir a Prússia Oriental (Rossitten-Rybachy) a l'istme de Curlàndia, la primera estació ornitològica del món. Aquest estació va arribar a tenir fama mundial entre els ornitòlegs de tot el món degut al gran nombre de publicacions i informes científics que s'hi van portar a terme per un gran nombre d'investigadors,
A partir de 1901 va estudiar zoologia a Königsberg (Prússia), doctorant-se el 1906. El 1910 es convertí en professor associat de la Universitat de Königsberg. L'Observatori ornitològic de Rossitten va esdevenir seu de la Societat Ornitològica Alemanya el 1923 i mes endavant formaria part de la Societat Kaiser Wilhelm. En la retirada de 1929 Thienemann es va mantenir fidel a la instal·lació i moriria el 1938 a la seva propietat. L'Observatori de Rossitten va ser evacuat com a resultat dels esdeveniments de la Segona Guerra Mundial i clausurat el 1944..
El 1946 es va construir l'estació ornitològica Radolfzell i va succeir a la de Rossitten. Les forces soviètiques hi van construir un nou emplaçament mes petit dedica a l'ornitologia. Mes endavant, l'Acadèmia Russa de Ciències a Sant Petersburg com organització de suport a la recerca científica va cancel·lar les seves subvencions per la situació econòmica, i la tasca d'aquesta estació va ser mantinguda gràcies a les donacions i al finançament de la Fundació Heinz-Sielmann alemany i la Fundació Ambiental Federal d'Alemanya.
Ja no queden instal·lacions ornitològiques en aquella zona d'Alemanya. A la llar de Thienemann en l'actualitat (Ul. Pobedy), vora del llac, hi podrem trobar una estació biològica. Esta molt canviada per diverses ampliacions. Una tauleta de fusta amb inscripció bilingüe a l'edifici, es fa ressò de l'anterior propietari i la seu paper rellevant: "En aquesta casa va viure el famós ... ornitòleg alemany Thienemann ... el fundador de l'Observatori ornitològic Rossitten". La tomba de Thienemann al cementiri del bosc de Rossitten, es va restaurar un cop acabada la guerra.